# Jan Strutyński
Jan Strutyński (ur. ok. 1744 roku) –  major w powstaniu kościuszkowskim, rotmistrz Pułku Nadwornego Króla w 1789 roku.